# Bobonong
Bobonong – miasto w Botswanie, w dystrykcie Central. W 2011 liczyło 17 352 mieszkańców.